# Philorhizus vieirai
Philorhizus vieirai é uma espécie de insetos coleópteros pertencente à família Carabidae.
A autoridade científica da espécie é Mateu, tendo sido descrita no ano de 1957.
Trata-se de uma espécie presente no território português.